# 南阳公主 (北魏)
南阳长公主（5世纪—530年代）,名不详，元氏。
南阳长公主下嫁北逃的南齐皇子萧宝夤，生三子萧烈、萧权和萧凯。527年，萧宝夤在长安杀郦道元反叛北魏，萧宝夤称齐帝，立公主为皇后。尚书仆射行台长孙稚奉命讨平他，公主与萧宝夤一起出逃，投靠万俟醜奴。萧宝夤最终被北魏孝莊帝处死。南阳公主率子女與蕭寶夤訣別。南陽公主後來在天平（534年-537年）中，因屢次責罵幼子蕭凱之妻長孫氏，被蕭凱謀害。